# Kafr Batna
Kafr Batna (tiếng Ả Rập: كفر بطنا, cũng đánh vần là Kfar Batna và Kafar Batna) là một thị trấn thuộc tỉnh Rif Dimashq ở miền nam Syria và ngoại ô Damascus. Đó là khoảng 4 kilômét (2,5 mi)   về phía đông của khu phố Bab Sharqi. Kafr Batna có dân số 22.535 vào năm 2004.

## Lịch sử
Tên của Kafr Batna cho thấy trước đây nó là một ngôi làng Aramaean trong thời đại đồ sắt.
Trong một cuộc nổi dậy của Qaysi chống lại thống đốc Abbasid của Syria, phiến quân Qaysi do Muhammad ibn Bayhas lãnh đạo đã cắm trại tại thị trấn vào năm 842 trước khi tiến tới Damascus. Ở đó, họ đã thu hút sự hỗ trợ của các ngôi làng khác trong khu vực Ghouta, nơi hỗ trợ họ trong cuộc nổi dậy thất bại. Yaqut al-Hamawi đã đến thăm thị trấn vào năm 1226, dưới thời cai trị của Ayyubid và mô tả nó là "một ngôi làng ở Ghautah của Damascus, thuộc quận Iklim (quận) của Da'iyyah ". Ông cũng lưu ý rằng một số thành viên của bộ lạc Umayyad, cai trị Syria cho đến giữa thế kỷ thứ 8, vẫn sống ở Kafr Batna.
Đế quốc Ottoman sáp nhập Syria bao gồm Kafr Batna vào đầu thế kỷ 16 và tiếp tục cai trị cho đến năm 1918. Vào giữa thế kỷ 18, một doanh nhân và học giả nổi tiếng từ Hamah, Abd al-Qadir al-Kaylani, đã ban tặng một lượng lớn tài sản đất nông nghiệp ở Kafr Batna trong một waqf (tài sản tôn giáo) được giám sát bởi vợ al-Sharifa Rahmana. Trong thời kỳ Ottoman, một vị vua Muhammad ibn Isa al-Qari đã ban cho một phần vườn nho của mình trong thị trấn được giám sát bởi các thành viên trong gia đình ông.

### Cuộc nổi dậy của Syria
Một số cư dân của Kafr Batna đã tham gia vào phe đối lập trong cuộc nổi dậy Syria 2011-2012 chống lại chính phủ ở Syria. Vào ngày 29 tháng 1 năm 2012, xe tăng của Quân đội Syria đã vào vùng ngoại ô để buộc phiến quân từ Quân đội Syria Tự do (FSA) đối lập đang ở đó. Mặc dù chưa được xác minh, các nhà hoạt động đối lập đã báo cáo rằng năm binh sĩ của FSA và 14 thường dân, bao gồm ít nhất một trẻ vị thành niên, đã bị giết trong cuộc đột kích.
Vào ngày 4 tháng 2 năm 2013, có tin rằng vùng ngoại ô đã bị phiến quân chiếm giữ như một phần của một cú hích lớn vào thủ đô 
Vào ngày 17 tháng 3 năm 2018, quân đội Syria đã chiếm được Kafr Batna.